# Amherst (Massachusetts)
Pour les articles homonymes, voir Amherst.
Amherst ([ˈæmərst] ) est une ville du Massachusetts, dans le comté de Hampshire et dans la vallée de la Connecticut. La ville tient son nom du général Jeffery Amherst dont l'honorabilité a été contestée, en particulier par les peuples amérindiens.
La population est estimée au recensement de 2010 à 37 819 habitants.
Amherst abrite l'Amherst College, le Hampshire College (en) et l'université du Massachusetts à Amherst.

## Histoire
Amherst est fondée en 1759, sur un territoire des Algonquins Norwottuck (en), sur la rive est du fleuve Connecticut ; un siècle auparavant, des puritains venus d'Angleterre s'étaient installés dans la vallée. En juin 1853, une petite gare de chemin de fer (qui existe toujours) est construite à Amherst ; l'un des promoteurs du chemin de fer est d'ailleurs le père de la femme de lettres Emily Dickinson.

## Personnalités liées à la ville
Les personnalités les plus célèbres de la ville sont la poétesse Emily Dickinson, qui y est née et morte, et sa camarade de classe, la romancière Helen Hunt Jackson. Plus récemment, le groupe de rock Dinosaur Jr. s'est formé à Amherst (son chanteur J Mascis y est né).

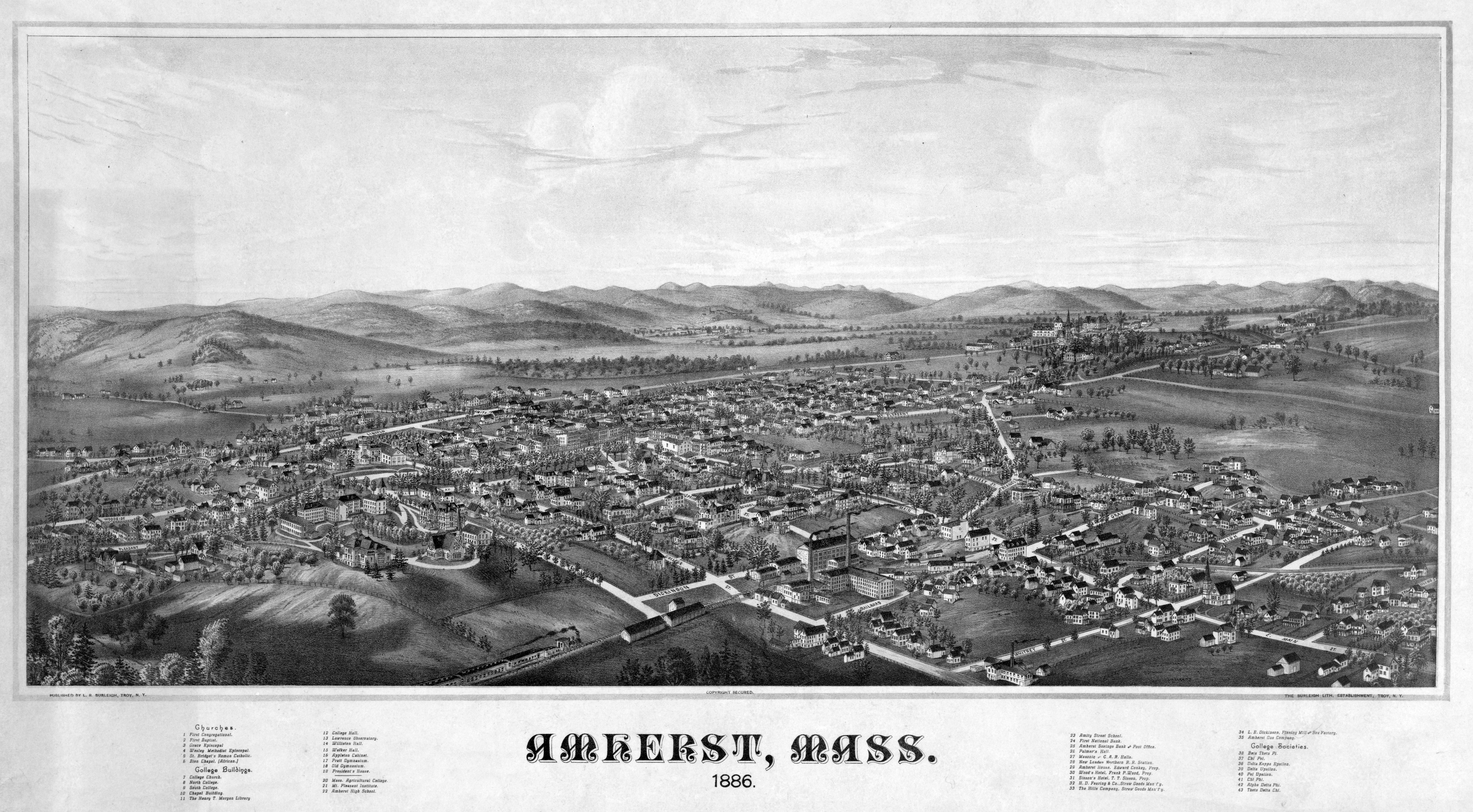
La ville en 1886.

- Emily Dickinson, poétesse (y est née et y a vécu toute sa vie, une rue porte son nom[3])
- Robert Frost, poète
- Helen Hunt Jackson, essayiste, défenseuse des droits des Amérindiens
- Noah Webster, lexicographe
- Edward Hitchcock, géologue, troisième président de l'Amherst College
- Osmyn Baker (en), représentant du Massachusetts
- Mason Cook Darling (en), représentant du Wisconsin
- Edward Dickinson (en), politique, père de la poètesse
- Eric Mabius
- Karen Donfried
- Margaret Morse Nice
- J Mascis
- Lynn Margulis, microbiologiste

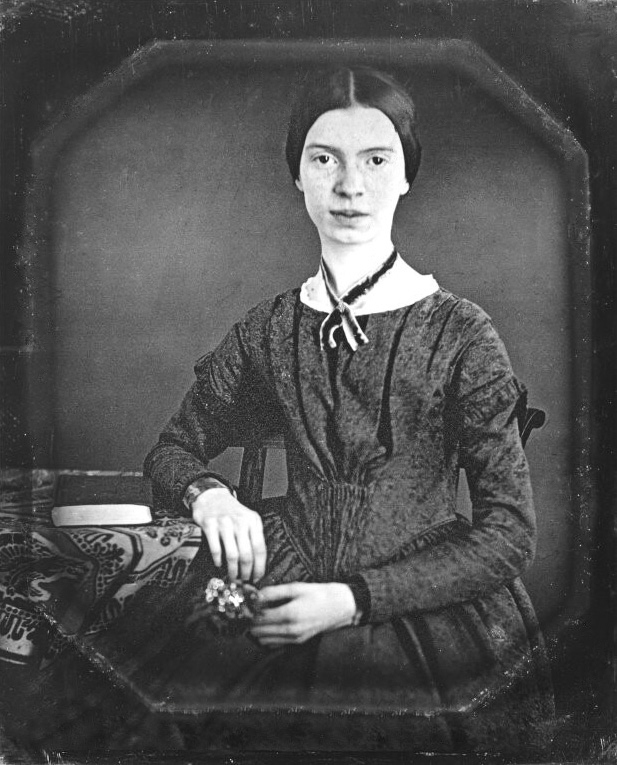
Emily Dickinson

## Climat
Amherst bénéficie d'un climat continental humide qui, d'après la classification de Köppen, se range dans la catégorie des climats à étés chauds (dfb) mais qui, eu égard à ses moyennes de juillet oscillant autour de 22 °C, voisine le sous-type dfa. Les hivers sont froids et enneigés, bien que les températures diurnes soient fréquemment au-dessus de 0 °C. Selon la carte fédérale des zones de rusticité du Ministère de l'Agriculture (USDA Plant Hardiness Zone system), Amherst (zip 01002) se trouve dans la zone 5b ; toutefois, Amherst est limitrophe de la zone 6a, qui s'enfonce au cœur du Massachusetts par la vallée du Connecticut : il y a une forme de microclimat dans ces régions.
| Mois                                            | jan. | fév. | mars | avril | mai  | juin | jui. | août | sep. | oct. | nov. | déc. | année |
| ----------------------------------------------- | ---- | ---- | ---- | ----- | ---- | ---- | ---- | ---- | ---- | ---- | ---- | ---- | ----- |
| Température minimale moyenne (°C)               | 0,7  | 1    | 2,8  | 4,8   | 8,3  | 11,1 | 13   | 12,8 | 10,4 | 7,2  | 3,5  | 1,7  | 6,4   |
| Température minimale moyenne la plus basse (°C) | −34  | −33  | −27  | −13   | −4   | −2   | 4    | 0    | −4   | −11  | −20  | −30  | −34   |
| Température maximale moyenne (°C)               | 1,4  | 3,5  | 8,1  | 15,2  | 21,2 | 25,9 | 28,6 | 27,7 | 23,6 | 16,8 | 10,4 | 4    | 15,5  |
| Température maximale moyenne la plus haute (°C) | 21   | 21   | 29   | 34    | 37   | 38   | 40   | 38   | 37   | 32   | 28   | 22   | 40    |
| Précipitations (mm)                             | 94   | 79   | 90   | 98    | 104  | 105  | 103  | 94   | 106  | 121  | 98   | 88   | 1 171 |
| dont neige (cm)                                 | 32   | 24   | 18   | 3,3   | 0    | 0    | 0    | 0    | 0    | 0    | 5,1  | 22   | 104   |
| dont nombre de jours avec précipitations ≥ 5 mm | 10,2 | 8,6  | 10,1 | 10,9  | 12,5 | 11,5 | 10,4 | 10   | 9    | 9,8  | 10,2 | 10,1 | 123,3 |
| Nombre de jours avec neige                      | 5,5  | 4    | 2,7  | 0,4   | 0    | 0    | 0    | 0    | 0    | 0,1  | 1    | 3,4  | 17,1  |

## Jumelages
- Kanegasaki (Japon) depuis 1993
- La Paz Centro (Nicaragua)
- Arcachon (France) depuis 1998

## Lieux et monuments
- L'Amherst College, une des plus anciennes universités des États-Unis,
- L'Université du Massachusetts à Amherst,
- L'Emily Dickinson Museum, situé dans l'ancienne demeure de la famille Dickinson.